# 10 Ursae Majoris
10 Ursae Majoris ist mit einer scheinbaren Helligkeit von +3,96 mag der dritthellste Stern im Sternbild Luchs.

## Name
Obwohl der Stern sich im Sternbild Luchs befindet, so ist er nach dem Sternbild des Großen Bären (Ursa Major) benannt. Dies liegt daran, dass der Stern zu Zeiten als die Flamsteed-Bezeichnungen vergeben wurden, dem Sternbild Großer Bär zugerechnet wurde. Im Jahre 1920 jedoch, als die finalen Grenzen der Sternbilder definiert wurden, kam das System plötzlich deutlich innerhalb des Sternbildes Luchs zu liegen. Aufgrund der Verwechslungsgefahr wird das System deshalb auch oft nach seiner Bezeichnung im Bright-Star-Katalog als HR 3579 bezeichnet.

## Eigenschaften
Beim Stern handelt es sich um einen spektroskopischen Doppelstern mit 2 sonnenähnlichen Komponenten, welche sich beide auf der Hauptreihe befinden. Die Sterne umkreisen einander in einer Entfernung etwa 10,6 AE innerhalb von knapp 22 Jahren.
Das System befindet sich in einer Entfernung von etwas über 50 Lichtjahren.